# تپه شهرستان
تپه شهرستان مربوط به سده‌های اولیه دوران‌های تاریخی پس از اسلام است و در شهرستان هوراند، دهستان چهاردانگه، روستای چرمداش واقع شده و این اثر در تاریخ ۱۵ دی ۱۳۸۷ با شمارهٔ ثبت ۲۳۹۶۶ به‌عنوان یکی از آثار ملی ایران به ثبت رسیده است.